# Niassodon
A Niassodon a dicynodonta therapsidák Kingoriidae családjába tartozó kihalt nem. A késő permben élt, őslelete az észak-mozambiki Niassa tartományból került elő. Egyetlen faja a Niassodon mfumukasi.

## Felfedezése
A Niassodon első leírását Rui Castanhinha, Ricardo Araújo, Luís C. Júnior, Kenneth D. Angielczyk, Gabriel G. Martins, Rui M. S. Martins, Claudine Chaouiya, Felix Beckmann és Fabian Wilde adta 2013-ban, típusfaja a Niassodon mfumukasi. Generikus neve két szót kapcsol össze: az első a niassa, mely a bantu jao nyelven 'tó' jelentéssel bír (vö. a Nyasza-tó nevét), és az északnyugat-mozambiki tartomány névadója, ahol a faj leletét megtalálták; a második az ógörög odontos  'fog' jelentésű szó. Specifikus neve, a mfumukasi 'királynő' a szintén bantu cseva nyelven, s a helyi matriarchális cseva népesség, valamint az egész mozambiki társadalom nőtagjainak tiszteletére adták.
A Niassodont egyetlen holotípusa alapján ismerjük (tárolószáma: ML1620). A lelet az állat részleges csontváza, ezt átmenetileg a lourinhãi múzeumban tartják Portugáliában, de vissza fogják szállítani Mozambik fővárosába, az ottani országos földtani múzeumba. A holotípus egyetlen példány teljes koponyáját, állkapocscsontját, 19 hát-, kereszt- és farokcsonti csigolyáját, bordáit, mindkét csípőcsontját és részleges combcsontját tartalmazza. 2009-ben, a Projecto PalNiassa keretében, a Metangula Grabenben lefolytatott expedíció során fedezték fel és gyűjtötték be.  Az ML1620 megtalálási helye a Metangula-Cóbue országút mentén fekvő Tulo falu közelében található névtelen, fosszíliákban gazdag lelőhely. A fosszíliaágy késő permi, szepátriaszerű meszes konkréciókban gazdag szürke mudstone ('sárkő').  

## Fordítás
- Ez a szócikk részben vagy egészben  a   Niassodon című angol Wikipédia-szócikk ezen változatának fordításán alapul.  Az eredeti cikk szerkesztőit annak laptörténete sorolja fel. Ez a jelzés csupán a megfogalmazás eredetét és a szerzői jogokat jelzi, nem szolgál a cikkben szereplő információk forrásmegjelöléseként.